# Fenestrella sinica
Fenestrella sinica är en kvalsterart som beskrevs av Zhao och Wen 1994. Fenestrella sinica ingår i släktet Fenestrella och familjen Eremulidae. Inga underarter finns listade i Catalogue of Life.